# 东龙尾

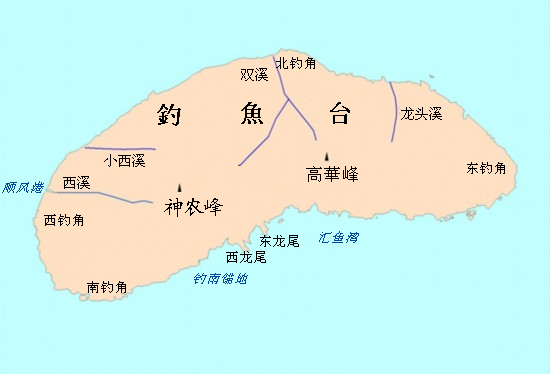
釣魚台島嶼地圖。

东龙尾，日文稱和蘭曲（Oranda-magari），是位在釣魚台的一个半岛，位置在島上的南部偏西。东龙尾东北边正对釣魚台的第一高峰高华峰（奈良原岳），西北边正对第二高峰神农峰（屏風岳），东边是汇鱼湾，西边是西龙尾（安藤岬）。东龙尾的名稱由中國在2012年9月命名。。日文名由黑岩恆在1900年命名。台灣未命名。